# 拉拉古纳基督皇家朝圣所
拉拉古纳基督皇家朝圣所（西班牙語：Real Santuario del Santísimo Cristo de La Laguna）是一座 罗马天主教教堂，位于西班牙加那利群岛特内里费岛圣克里斯托瓦尔-德拉拉古纳，拥有著名的拉拉古纳基督像。教堂旁是该市最大的广场拉拉古纳基督广场。
该堂建于1580年，历史上因教宗赐给罗马拉特朗大殿而富有。
教堂长46米，宽仅7米，已被列为文化财产。 
教堂旁边的军营是加那利群岛军区司令部。

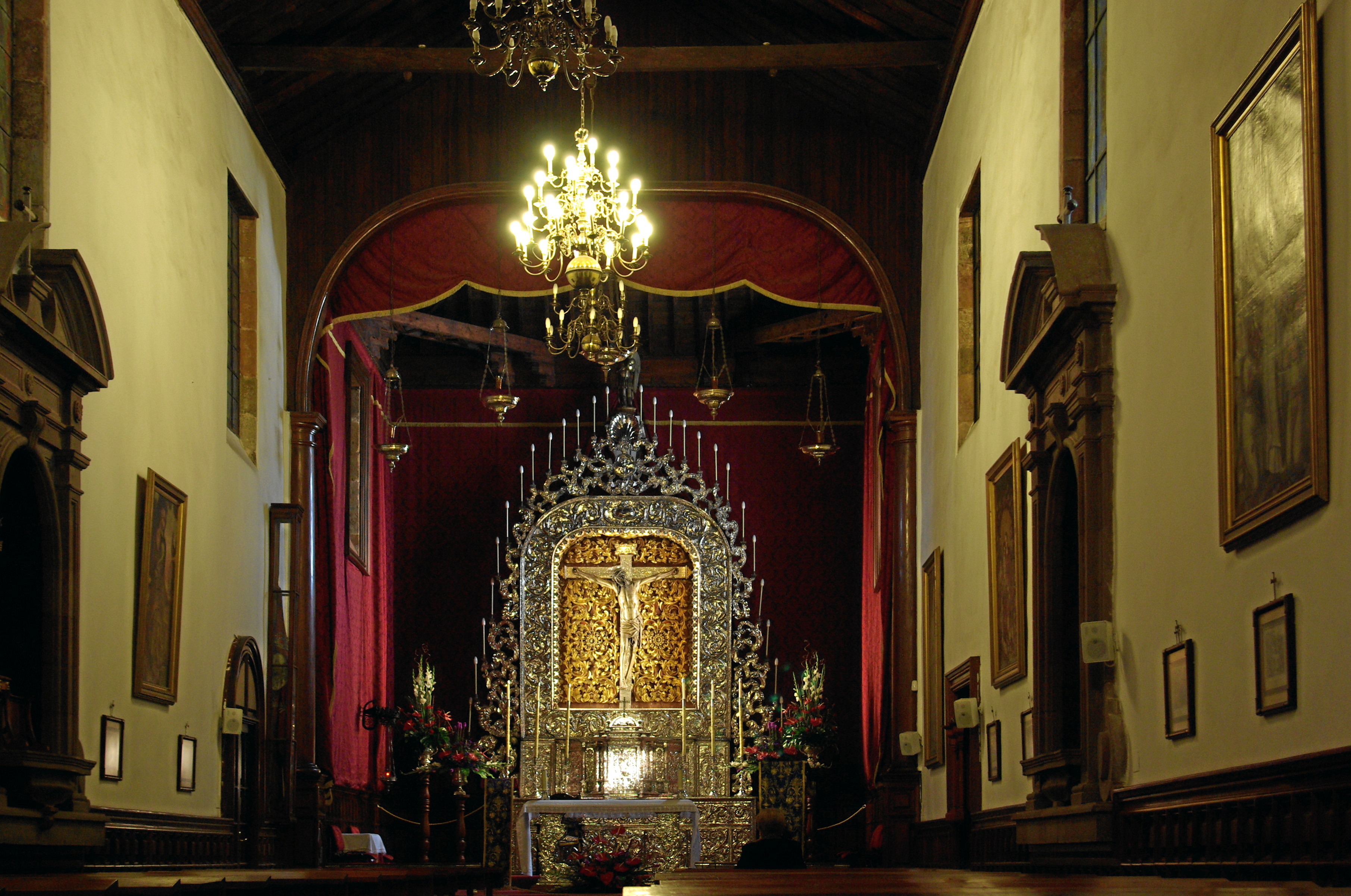
祭坛
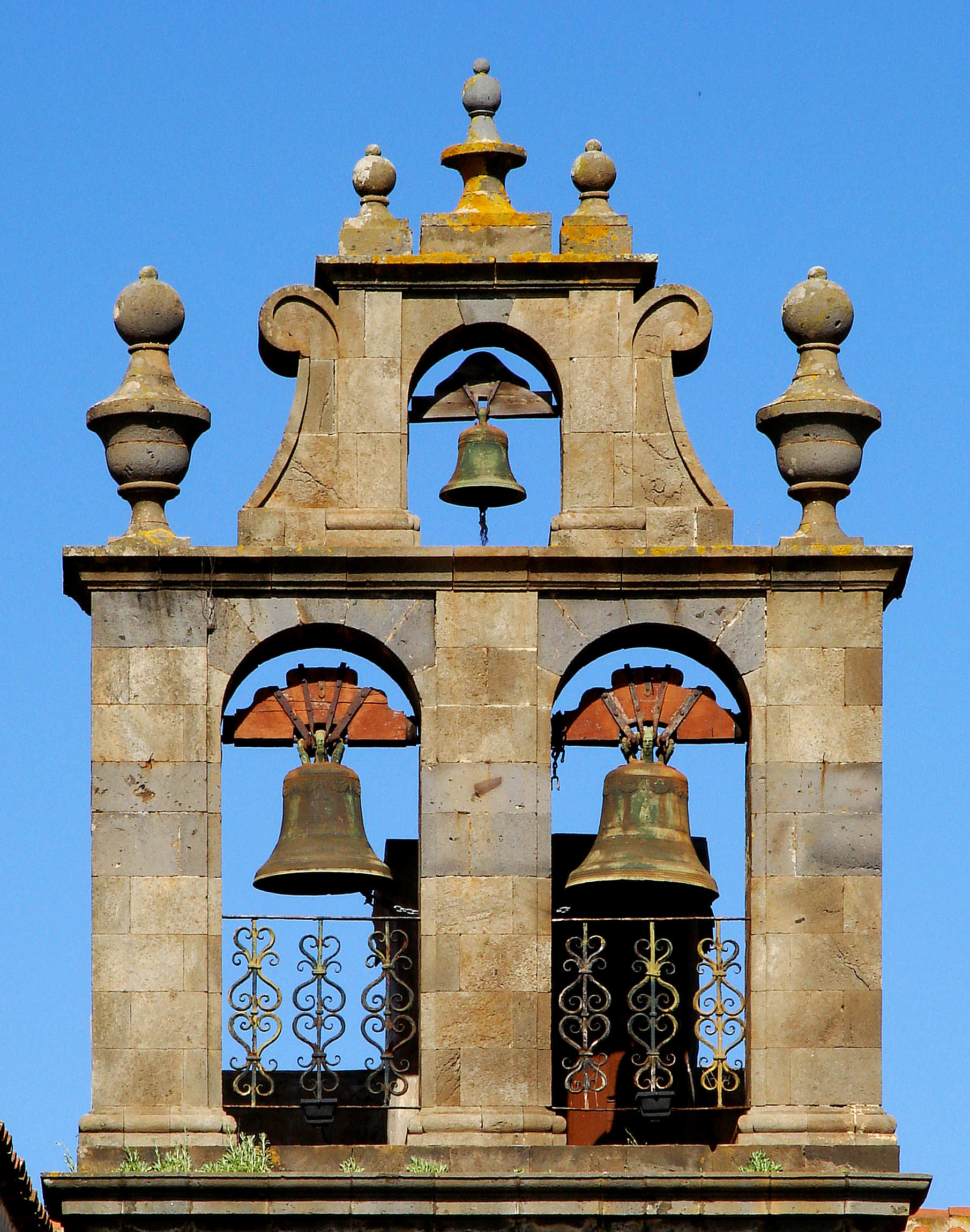
钟楼
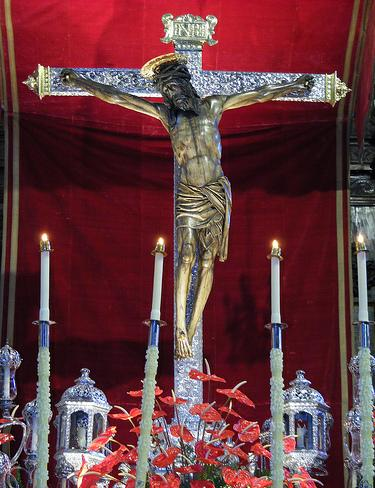
拉拉古纳的基督